# L'As de cœur
Pour le film de 1921, voir L'As de cœur (film).
Pour plus de détails, voir Fiche technique et Distribution.
L'As de cœur (Ace of Hearts) est un film canado-américain réalisé par David Mackay, sorti en salles en 2008 mais avec une sortie limitée. Dans les autres pays, le film a été diffusé directement à la télévision.

## Fiche technique
- Titre original : Ace of Hearts
- Scénario : Frederick Ayeroff
- Pays d'origine :  Canada,  États-Unis
- Durée : 106 minutes

## Résumé
L'agent Daniel Harding est un membre distingué de l'unité canine de la police. Son partenaire et meilleur ami est Ace, un chien policier. Lorsque Ace est accusé de malmener un suspect, un procureur zélé convainc les autorités de police qu'As devrait être euthanasié. Refusant d'abandonner son compagnon bien-aimé et le croyant innocent, Harding et sa famille devront faire tout pour prouver son innocence.

## Distribution
- Dean Cain (VF : Emmanuel Curtil) : Daniel Harding
- Anne Marie Loder (en) (VF : Laurence Bréheret) : Lilly Harding
- Britt McKillip : Julia Harding MacKenzie
- Mike Dopud : Dorko
- Burkely Duffield : Kenny
- Connor Dunn : Garçon redneck
- David Patrick Green : le capitaine Joe Porter
- Matthew Harrison : Jimmy Kempball
- Dave Lantaigne : officier Vaughn
- Zak Santiago (VF : Jérémy Prévost) : adjoint Sanchez
- Jody Thompson : Nicole
- Brenna O'Brien (en) : Val
- Daniel Boileau : le technicien vétérinaire
- Philip Cabrita : le mécanicien #1
- Nathan Clark : officier #1
- C.J. Jackman-Zigante : l'agent organisatrice de la police
- Kasey Kieler : la personne chargée de la voirie
- Sonny Litt : le livreur de journaux
- Rana Morrison : la femme à la vente de gâteaux
- Dan Pelchat : le responsable du club de gym
- Juan Riedinger (it) : le voleur
- Matt Ward : le photographe
- Nelson Wong : le policier à la salle de bains